# 흥아유신기념탑

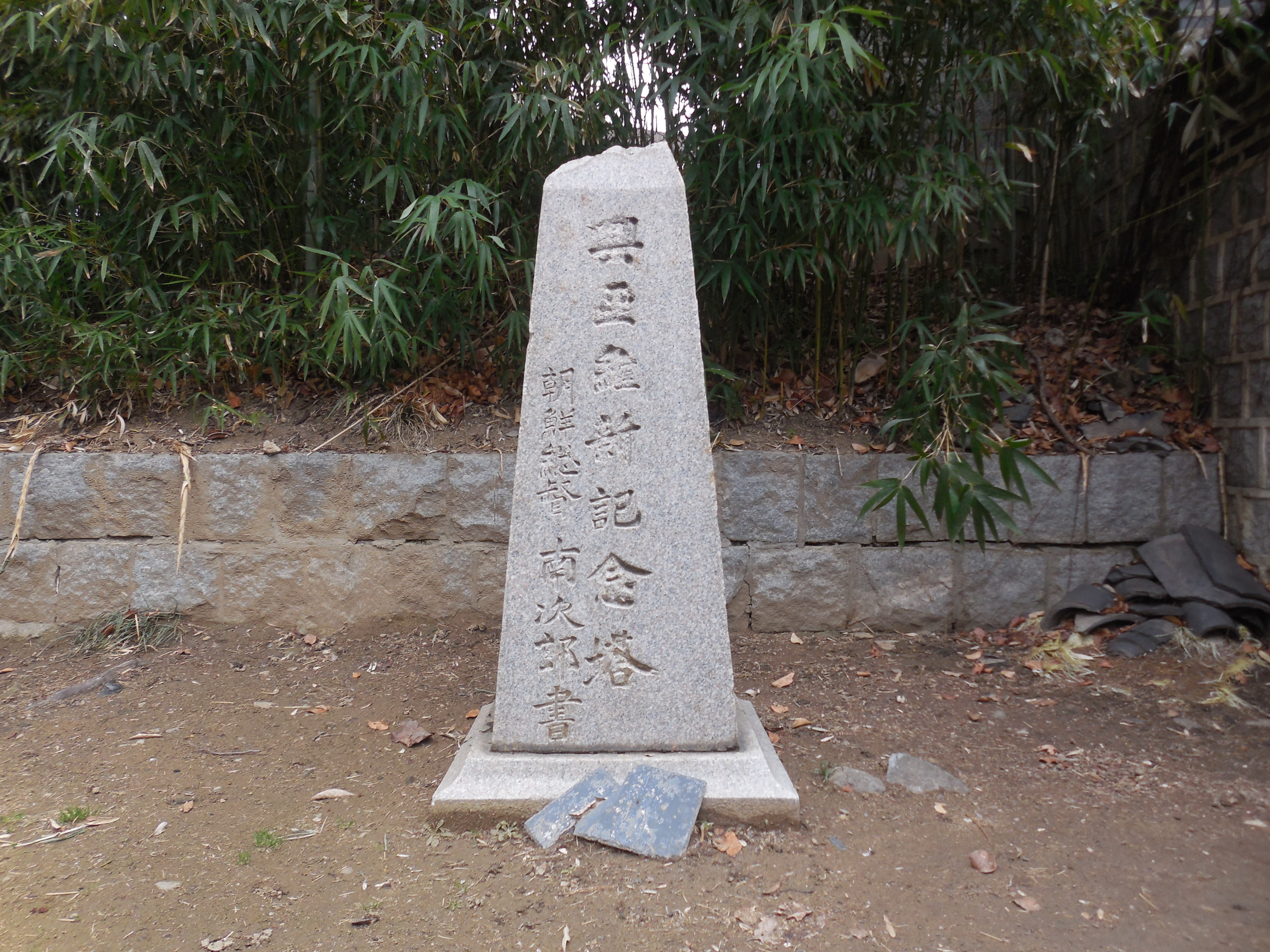
흥아유신기념탑 전면

흥아유신기념탑(興亞維新記念塔)은 일제강점기에 경성부 대현정(大峴町) 연희전문학교(延禧專門學校)에 세워졌었던 기념탑이다. 이 기념탑은 지금의 서울특별시 서대문구 연세대학교 신촌캠퍼스 교정에 남아 있다.

## 유래
1928년, 연희전문학교의 창설자인 호러스 그랜트 언더우드를 기념하기 위하여 교직원과 사회 인사의 기부로 동상을 교정에 세웠다. 그러나 일제 강점기 말기, 신동아(神東亞)의 지도자를 양성하는 반도학원에 개인의 공로는 적국의 동상을 둘 수 없다는 이사회의 의결로 초대 언더우드 교장의 동상을 없애기로 하였다. 이에 1942년 4월 24일, 윤치호와 직원과 학생대표자가 모인 가운데 흥아유신기념탑을 동상을 철거한 자리에 세웠다. 기념탑의 전면에는 경건하게 배례하는 신동아(神東亞)의 성지로 조성했다.   

## 형태

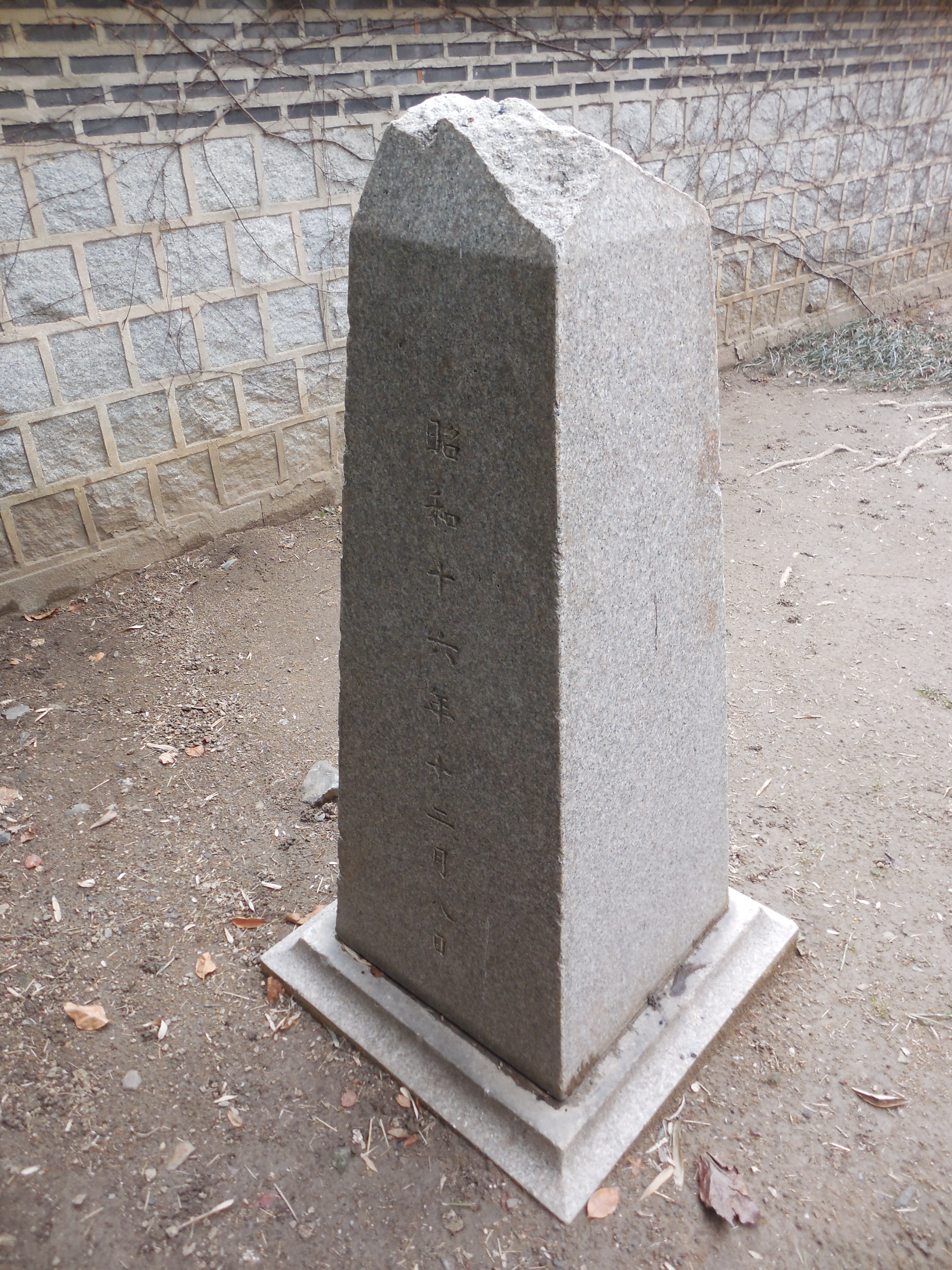
흥아유신기념탑에 새겨진 날짜

기념탑은 정방형의 기단석 위에 정방형의 사면체로 중대석의 탑신부 상단에 사각뿔형의 전면에 조선총독부 미나미 지로(南次郞, みなみじろう) 총독의 휘필로 ‘흥아유신기념탑’(興亞維新記念塔)이라고 각자하였다. 기념탑의 측면에는 쇼와(昭和) 16년(1941년) 12월 8일이 새겨져 있는데, 이 날짜는 1941년 12월 7일에 일본 제국 해군이 하와이 진주만 공습을 개시한 일시와 무관하지 않다.

## 현황
해방 이후 흥아유신기념탑을 철거하고, 1948년에 존 토마스 언더우드의 동상을 다시 세웠으나 한국 전쟁 때 파괴되어 1955년에 다시 동상을 세워서 지금에 이른다. 흥아유신기념탑은 연세대학교 신촌캠퍼스 수경원이 있었던 터 뒤쪽 ‘연세 역사의 뜰’에 첨탑부가 현존해 있다.

## 참고 문헌
- 《매일신보》 1942년 4월 25일자
- 《경북인신문》 2016년 9월 9일자